# Wikipedia in urdu
La Wikipedia in urdu (اردو وکیپیڈیا) è l'edizione ufficiale di Wikipedia nella lingua urdu; è stata aperta a gennaio 2004.

## Statistiche
La Wikipedia in urdu ha 228 773 voci, 2 239 174 pagine, 195 740 utenti registrati di cui 216 attivi, 8 amministratori e una "profondità" (depth) di 307  (al 5 luglio 2025).
È la 50ª Wikipedia per numero di voci ma, come "profondità", è la 21ª fra quelle con più di 100 000 voci (al 5 luglio 2025).

## Cronologia
- 19 giugno 2006 — supera le 1000 voci
- 29 marzo 2009 — supera le 10.000 voci
- 24 aprile 2014 — supera le 50.000 voci ed è la 69ª Wikipedia per numero di voci
- 29 dicembre 2015 — supera le 100.000 voci ed è la 57ª Wikipedia per numero di voci
- 23 novembre 2019 — supera le 150.000 voci ed è la 53ª Wikipedia per numero di voci
- 7 gennaio 2024 — supera le 200.000 voci ed è la 54ª Wikipedia per numero di voci